# Aonidia obscura
Aonidia obscura är en insektsart som beskrevs av Green 1896. Aonidia obscura ingår i släktet Aonidia och familjen pansarsköldlöss.
Artens utbredningsområde är Sri Lanka. Inga underarter finns listade i Catalogue of Life.